# .vu
.vu ist die länderspezifische Top-Level-Domain (ccTLD) von Vanuatu. Sie existiert seit 10. April 1995 und wird von der ortsansässigen Telecom Vanuatu verwaltet.

## Eigenschaften
Die Vergabestelle vergibt Domains ausschließlich auf zweiter Ebene. Es gibt allerdings zahlreiche Anbieter, die eigene Second-Level-Bereiche vermarkten, wie beispielsweise .de.vu. Diese stehen jedoch in keiner Verbindung mit Telecom Vanuatu, werden durch diese jedoch geduldet. Eine .vu-Domain darf insgesamt zwischen drei und 63 Zeichen lang sein und nur alphanumerische Zeichen enthalten, Punycode wird nicht unterstützt. Bestellungen für .vu werden automatisiert durchgeführt und sind meist nach 24 Stunden abgeschlossen.
Im Vergleich zu anderen Top-Level-Domains erzielen .vu-Domains aufgrund ihrer untergeordneten Bedeutung eher niedrige Handelspreise. Die teuerste jemals verkaufte Adresse ist casino.vu, die im Jahr 2007 für 1.800 US-Dollar den Besitzer gewechselt hat.

## Kritik
Aufgrund der vergleichsweise weniger strengen Vergabekriterien gilt die .vu-Domain seit Jahren als einer der maßgeblichen Häfen von Betrügern und Phishing-Websites. Insbesondere das Problem, Daten über einen Domain-Inhaber per Whois herauszufinden, macht die Top-Level-Domain für den Betrieb von Briefkastenfirmen interessant. Aufgrund dessen hat die staatliche Regulierungsbehörde für Telekommunikation im Oktober 2012 eine Anhörung durchgeführt, in der auch geprüft wurde, den Betrieb von .vu der Vergabestelle zu entziehen. Nach eigener Aussage wolle die Behörde einen Ausgleich zwischen dem Interesse an der Förderung des Internets und dem Kampf gegen Cybersquatting schaffen. Ob und wann die Vergabekriterien tatsächlich geändert werden, ist nicht bekannt.